# Jonathan Harris
Jonathan Harris, pseudonimo di Jonathan Daniel Charasuchin (New York, 6 novembre 1914 – Los Angeles, 3 novembre 2002), è stato un attore e doppiatore statunitense.
È morto nel 2002, a 87 anni, per un coagulo di sangue al cuore.

## Filmografia parziale

### Cinema
- I deportati di Botany Bay (Botany Bay), regia di John Farrow (1953)
- Il grande pescatore (The Big Fisherman), regia di Frank Borzage (1959)

### Televisione
- Lights Out – serie TV, episodi 2x45-3x47 (1950-1951)
- Telephone Time – serie TV, episodio 3x28 (1958)
- Climax! – serie TV, episodio 4x27 (1958)
- General Electric Theater – serie TV, episodi 6x27-7x01-8x23-9x24 (1958-1961)
- The Third Man – serie TV, 71 episodi (1959-1965)
- Outlaws – serie TV, episodio 1x20 (1961)
- Ai confini della realtà (The Twilight Zone) – serie TV, episodi 2x17-2x25 (1961)
- Bonanza – serie TV, episodio 5x02 (1963)
- Gli inafferrabili (The Rogues) – serie TV, episodio 1x28 (1965)
- Lost in Space – serie TV, 83 episodi (1965-1968)
- Lancer – serie TV, episodio 1x15 (1969)

### Doppiatore
- Freakazoid (1996-1997)
- A Bug's Life - Megaminimondo (1998)
- Toy Story 2 - Woody e Buzz alla riscossa (1999)

## Doppiatori italiani
- Franco Zucca in A Bug's Life - Megaminimondo
- Marcello Mandò in Toy Story 2 - Woody e Buzz alla riscossa